# 集怡嘉
集怡嘉（Gigaset AG），原名西门子终端通讯设备（Siemens Home and Office Communication Devices） ，是一家总部位于德国慕尼黑的跨国通信技术公司，主要生产DECT电话，现为高銀集團子公司。

## 历史
公司成立于2008年10月1日，当时德国私募股权公司Arques Industries以4500万欧元从西门子公司收购了西门子终端通讯设备（Siemens Home and Office Communication Devices GmbH & Co. KG）80.2%的股权。2013年被高银集团收购。